# 宇久井村
宇久井村（うぐいむら）は、和歌山県東牟婁郡にあった村。現在の那智勝浦町の北東端、紀勢本線宇久井駅の周辺にあたる。

## 地理
紀伊半島の南部に位置し、熊野灘に面する。宇久井東側沿岸には、目覚山と呼ばれる山があり、平安時代末期の西行は「目覚山下す有らしのはげしくて 高根の松は寝入らざりけり」と詩を残している。

## 歴史
- 1889年（明治22年）4月1日 - 町村制の施行により、東牟婁郡高津気村・宇久井村・狗子ノ川村の区域をもって発足。
- 1955年（昭和30年）4月1日 - 勝浦町、那智町、色川村と合併して那智勝浦町が発足。同日宇久井村廃止。

## 交通

### 鉄道路線
- 日本国有鉄道
  - 紀勢西線（現・紀勢本線）：宇久井駅

### 道路
- 二級国道170号和歌山松阪線（現在の国道42号）

## 学校図書館の先駆け
宇久井村は学校図書館の先駆けの地であった。1928年（昭和3年）秋、宇久井小学校の福井正一校長は児童を三輪崎町の映画館へ連れて行った帰りに、我先にと児童が本屋に群がって店先の新刊書や雑誌を読み始めたのを目撃した。福井校長はこの時、学校図書館を設立する必要性を感じ、設立費用として村民に1口5銭の寄付を呼びかけ、さらには村役場や村の出身者へも支援を求め、1930年（昭和5年）6月24日に20坪余（≒66m2）、蔵書数約1,000冊の学校図書館を開館した。完全な開架式の採用や、カリキュラムに組み込んで学習活動と直結させたことは、戦後に普及した学校図書館の理念と共通するものであり、日本各地に存在した小学校併設の図書館とは異質であった。